# Supercoupe d'Ukraine de football 2015
La Supercoupe d'Ukraine de 2015 est la douzième édition de la Supercoupe d'Ukraine. Ce match de football prend place le 14 juillet 2015 au Stade Tchornomorets d'Odessa.
Elle oppose l'équipe du Dynamo Kiev, auteur du doublé Coupe-Championnat en 2014-2015, à celle du Chakhtar Donetsk, vice-championnat d'Ukraine en titre. Le Chakhtar dispute à cette occasion sa onzième Supercoupe tandis que le Dynamo y prend part pour la neuvième fois. Avant cette rencontre, les deux équipes s'étaient déjà affrontées à sept reprises dans le cadre de la compétition, avec un bilan de quatre victoires pour le Dynamo contre trois pour le Chakhtar.
Après un début de première mi-temps plutôt calme, le Chakhtar finit par prendre l'initiative et se crée plusieurs occasions nettes sans parvenir à concrétiser. Les premières minutes de la deuxième période s'avèrent quant à elle nettement plus active, les deux équipes décrochant chacune plusieurs occasions d'ouvrir le score, là encore sans succès. Ce rythme se calme par la suite au cours de la dernières demi-heure, bien que le Dynamo parvienne à toucher le poteau à la 80e minute. La rencontre finit par se débloquer lors du temps additionnel qui voit Alex Teixeira passer la défense kiévaine avant de pousser le gardien Oleksandr Shovkovskyi à la faute, obtenant l'exclusion du portier ukrainien ainsi qu'un penalty transformé dans la foulée par le capitaine Darijo Srna face à Aleksandar Dragović, qui a dû prendre place dans les buts faute de remplacements possibles. Les Donetskiens parachèvent ensuite leur succès quelques instants plus tard sur contre-attaque par l'intermédiaire de Bernard tandis que les Kiévains terminent la rencontre à neuf après l'exclusion de Serhiy Rybalka dans la foulée de ce deuxième but. Vainqueur sur le score final de 2-0, le Chakhtar décroche ainsi son septième titre dans la compétition, le quatrième d'affilée.

## Feuille de match
| ·             |    |                         |     |
| Titulaires :  |    |                         |     |
|               |    |                         |     |
| G             | 1  | 0 Oleksandr Shovkovskyi |     |
| DG            | 5  | 0 Vitorino Antunes      |     |
| DC            | 6  | 0 Aleksandar Dragović   |     |
| DC            | 2  | 0 Danilo Silva          |     |
| DD            | 24 | 0 Domagoj Vida          |     |
| MdC           | 4  | 0 Miguel Veloso         |     |
| MC            | 17 | 0 Serhiy Rybalka        |     |
| MO            | 16 | 0 Serhiy Sydorchuk      | 82e |
| AiG           | 9  | 0 Mykola Morozyuk       | 67e |
| AiD           | 10 | 0 Andriy Yarmolenko     |     |
| AC            | 11 | 0 Júnior Moraes         | 78e |
|               |    |                         |     |
| Remplaçants : |    |                         |     |
| AiD           | 20 | 0 Oleh Husyev           | 67e |
| AC            | 22 | 0 Artem Kravets         | 78e |
| MO            | 19 | 0 Denys Harmash         | 82e |
|               |    |                         |     |
| Entraîneur :  |    |                         |     |
| Serhiy Rebrov |    |                         |     |

| ·              |    |                            |     |
| Titulaires :   |    |                            |     |
|                |    |                            |     |
| G              | 32 | 0 Anton Kanibolotskiy (en) |     |
| DG             | 31 | 0 Ismaily                  |     |
| DC             | 44 | 0 Yaroslav Rakitskiy       |     |
| DC             | 5  | 0 Oleksandr Kucher         |     |
| DD             | 33 | 0 Darijo Srna              |     |
| MdC            | 6  | 0 Taras Stepanenko         |     |
| MC             | 8  | 0 Fred                     | 87e |
| MO             | 29 | 0 Alex Teixeira            |     |
| AiG            | 28 | 0 Taison                   | 63e |
| AiD            | 11 | 0 Marlos                   | 76e |
| AC             | 21 | 0 Oleksandr Hladkyy        |     |
|                |    |                            |     |
| Remplaçants :  |    |                            |     |
| AiG            | 10 | 0 Bernard                  | 63e |
| AiD            | 9  | 0 Dentinho                 | 76e |
| MC             | 74 | 0 Viktor Kovalenko         | 87e |
|                |    |                            |     |
| Entraîneur :   |    |                            |     |
| Mircea Lucescu |    |                            |     |

| ·             |    |                         |     |
| Titulaires :  |    |                         |     |
|               |    |                         |     |
| G             | 1  | 0 Oleksandr Shovkovskyi |     |
| DG            | 5  | 0 Vitorino Antunes      |     |
| DC            | 6  | 0 Aleksandar Dragović   |     |
| DC            | 2  | 0 Danilo Silva          |     |
| DD            | 24 | 0 Domagoj Vida          |     |
| MdC           | 4  | 0 Miguel Veloso         |     |
| MC            | 17 | 0 Serhiy Rybalka        |     |
| MO            | 16 | 0 Serhiy Sydorchuk      | 82e |
| AiG           | 9  | 0 Mykola Morozyuk       | 67e |
| AiD           | 10 | 0 Andriy Yarmolenko     |     |
| AC            | 11 | 0 Júnior Moraes         | 78e |
|               |    |                         |     |
| Remplaçants : |    |                         |     |
| AiD           | 20 | 0 Oleh Husyev           | 67e |
| AC            | 22 | 0 Artem Kravets         | 78e |
| MO            | 19 | 0 Denys Harmash         | 82e |
|               |    |                         |     |
| Entraîneur :  |    |                         |     |
| Serhiy Rebrov |    |                         |     |

| ·              |    |                            |     |
| Titulaires :   |    |                            |     |
|                |    |                            |     |
| G              | 32 | 0 Anton Kanibolotskiy (en) |     |
| DG             | 31 | 0 Ismaily                  |     |
| DC             | 44 | 0 Yaroslav Rakitskiy       |     |
| DC             | 5  | 0 Oleksandr Kucher         |     |
| DD             | 33 | 0 Darijo Srna              |     |
| MdC            | 6  | 0 Taras Stepanenko         |     |
| MC             | 8  | 0 Fred                     | 87e |
| MO             | 29 | 0 Alex Teixeira            |     |
| AiG            | 28 | 0 Taison                   | 63e |
| AiD            | 11 | 0 Marlos                   | 76e |
| AC             | 21 | 0 Oleksandr Hladkyy        |     |
|                |    |                            |     |
| Remplaçants :  |    |                            |     |
| AiG            | 10 | 0 Bernard                  | 63e |
| AiD            | 9  | 0 Dentinho                 | 76e |
| MC             | 74 | 0 Viktor Kovalenko         | 87e |
|                |    |                            |     |
| Entraîneur :   |    |                            |     |
| Mircea Lucescu |    |                            |     |